# Odin

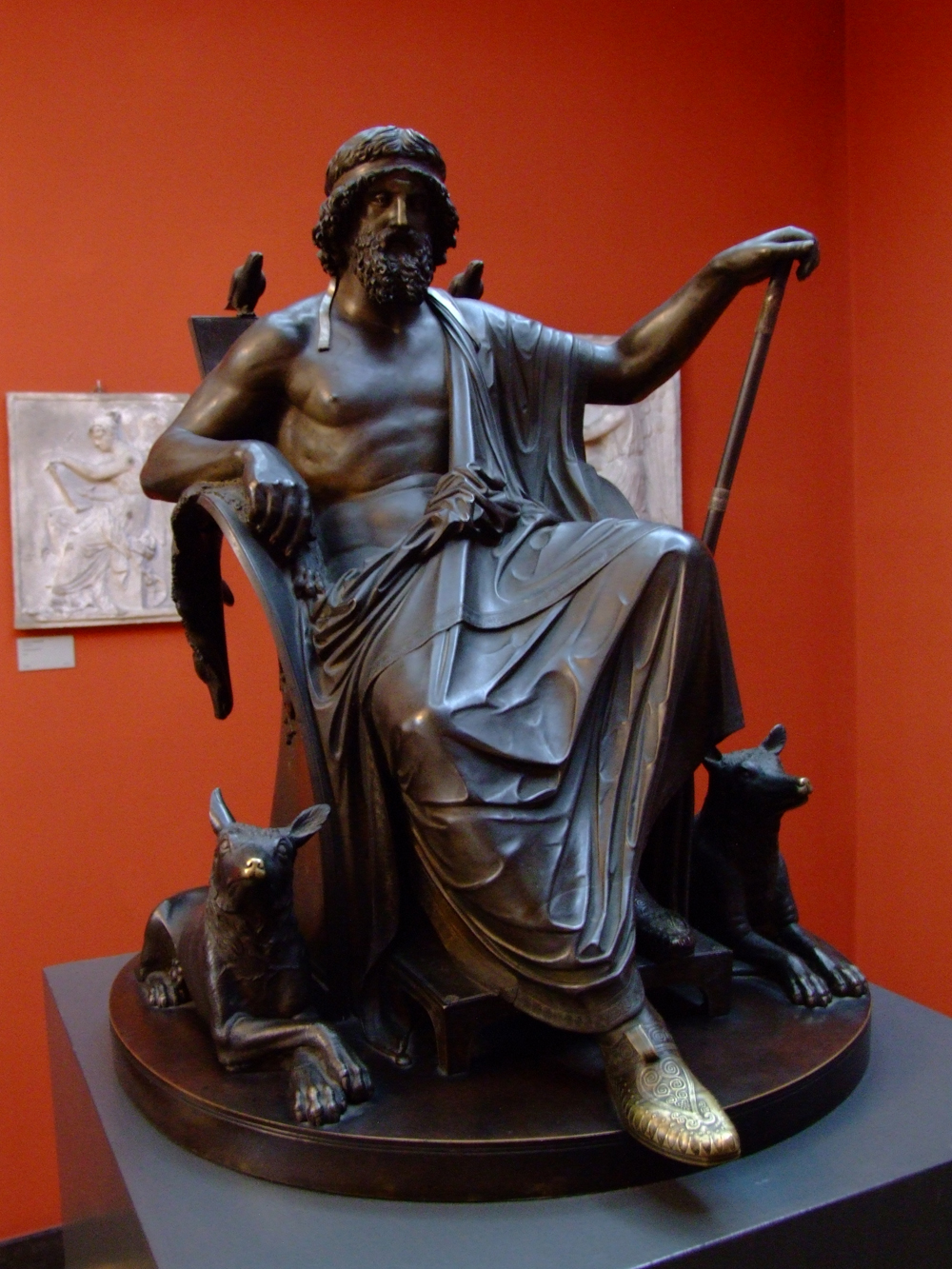
Odin (H. E. Freund szobra)

Odin, más néven Oden (ó-északi nyelven Óðinn, németül: Wotan, Wuotan, óangol: Wōden vagy Wōdan) széles körben tisztelt isten a germán ősvallásban; a skandináv és germán mitológia legfontosabb istene és a panteon legidősebb, leghatalmasabb, legbölcsebb tagja. 
Odin a háború, győzelem, az akasztófák, a téboly, az uralkodás, halál, bölcsesség, költészet, szónoklat, varázslat és a rúnák istene. Felesége Frigg, a szülés és termékenység istennője. 
Odin szülei Bor/Bur – a hímnős, teremtetlen ősóriás, Buri fia – valamint a jötunn Bestla. Fivérei Vili és Vé (néha Hönir és Lodur). Fivéreivel együtt Odin végzett a kozmikus ősóriással, Ymirrel, akinek holttestéből megteremtették Midgárdot, az emberek világát. Ifjú éveit feltehetően vándorlással töltötte, amelynek során a bölcsesség és az örök hatalom megszerzése után kutatott. Ő volt az, aki megszerezte az istenek és az emberek számára a Költészet Mézsörét egy Suttung nevű óriástól, valamint ugyancsak ő szerzi meg a mágikus rúnákat. Ennek érdekében kilenc napig, varázserejű lándzsájával, a Gungnirrel átnyársalva a testét, "magamagának" áldozva, felakasztva függött a világfa, az Yggdrasil törzsén. A megszerzett rúnákkal díszíti dárdáját, valamint nyolclábú lova, Szleipnir fogait is. Hogy szert tegyen a bölcsességre, Odin feláldozta fél szemét Mímir kútjában, hogy ihasson a bölcsességet adó vízből, a kút pedig a mai napig őrzi azt.
Általában magas, nagy szakállú, ősz, félszemű öregemberként jelenik meg, akinek arcát eltakarja széles karimájú kalapja.
Ahogy az északi istenek többsége, Odin sem halhatatlan: az istenek alkonyának, a Ragnaröknek idején ő is elesik a szörnyek és óriások ellen folytatott harcban. Elsőként veti magát a küzdelembe, azonban elsőként is esik el, mivel Fenrir, a hatalmas farkas elnyeli őt. Odin azonban mindennek tudatában van, mégis eljátssza a szerepét, hogy a régi világ pusztulásával új világ születhessen, mely felett fia, Baldr uralkodik.

## Névváltozatok
Odin említésére több névváltozat ismert, amelyeknek száma meghaladja a 80-at. Ez arra enged következtetni, hogy valódi neve titkos volt és tabunak számított. Fontosabb nevei Allfader (Mindenek Atyja), amikor arra utalnak, hogy ő az emberek és az istenek atyja, Enöga (Félszemű), mert feláldozta az egyik szemét, hogy ihasson Mímir forrásából (a bölcsesség forrása), Hangadrott, amikor dárdájával feltűzte magát az Yggdrasilra (a világfa), hogy tudáshoz jusson és megkapja a rúnák bölcsességét és Gangleri ("az úttól fáradt"). Még több tucat névváltozat ismeretes, úgy mint Festett Pajzsú, Úr, Bajkeverő, Bölverk, Öldök, Lándzsás, Álcás stb.

## Tartozékai
- Szleipnir, azaz Suhanó, Odin nyolclábú lova. Szleipnir az Ázgárdot felépítő óriás csődörének és a kancává változott Lokinak közös gyermeke, aki a csikót Odinnak ajándékozta.
- Hugin és Munin a világot járó hollói, a Gondolat és az Emlékezet, Odin vállán ülnek és a fülébe suttognak.
- Geri és Freki, két farkasa, Odin minden ételt, amit felszolgálnak neki, nekik ad, ő maga kizárólag borral táplálkozik.
- Gungnir a dárdája, ami soha nem téveszt célt
- Draupnir, az arany karpántja, vagy gyűrűje, minden 9. éjszaka 8 ugyanolyat "cseppent" ki magából

## Ősök és utódok
Odin Bor/Bur és az óriáslány Bestla fia, a teremtetlen, hímnős ősóriás, Buri unokája. Felesége Frigg, a termékenység és vajúdás istennője. Odinnak számos gyermeke van, azonban csak néhányuk született Friggtől: Baldr, a szeretet, béke és kedvesség istene, Hermod, aki az elesett hősöket fogadja Valhalla csarnokában, és Hödr, a világtalan isten. Odin legidősebb fia, Thor, a mennydörgés istene aki a pörölyével, legyőzhetetlen volt, akinek anyja az óriásasszony Jörd (Jord) – maga a föld. További gyermekei más óriásnőktől Vidar, Grid fia, és Váli, akinek anyját Rindnek hívják. Egyes források Heimdall, Bragi, Týr isteneket is Odin fiaiként emlegetik. Ezen kívül Odin több halandó nőnek is nemzett gyermekeket, akik általában uralkodói vérvonalak elindítói, vagy nagy tettek véghez vivői.
Odinnak több szerelmi kalandja is ismert, némelyik szerencsétlenül végződik. Ilyen Rind, rutén hercegnő elcsábítása, amely érdekében árulást is bevet, és amiért a többi isten tíz évre száműzi.[forrás?]

## Odin mint isten

### A teremtő isten
Odin egyike volt azoknak, akik megalkották a világot. Testvéreivel, Vili-vel és Vé-vel együtt megölték Ymir-t, a kozmikus ősóriást, testét pedig elvonszolták a világok közt tátongó űrhöz, feltöltve azt. Ymir csontjaiból születtek a hegyek, húsából a föld, hajából a növények, víréből a vizek, a testében lakó férgekből pedig a törpék (dvergek). Agyvelejéből habarták a felhőket, koponyájából pedig megformálták az égboltot, amelyet a tűz birodalmából kipattanó szikrákkal díszítettek – a csillagokkal.
Ugyancsak ők adtak életet az első emberpárnak, Ask-nak és Embla-nak, akiket kőrisből és szilfából (vagy repkényből) teremtettek.

### A halál istene
Odinnak hatalmában áll eldönteni a csaták kimenetelét, valamint azt, ki esik el a harcokban. A csata után Odin lányai, a Valkűrök összegyűjtik az arra érdemes hősök lelkét, akik így einherjarrá válnak. Odin azonban csak a harcosok egyik felét választja ki, az elesettek másik fele Freyja istennőt illeti, aki egyes források szerint elsőként választhat közülük. Odin harcosai a Valhallába jutnak, Freyja harcosai pedig Folkvangba.
Az einherjarok paradicsomi körülmények közt élnek a Valhallában, azonban a hősök csarnoka nem az örök élet helye. Elsődleges feladatuk, hogy felkészüljenek az utolsó csatára, a Ragnarökre, amely az istenek alkonya, és amelynek nem lesz győztese: az istenek és az Asgardra támadó sötét erők kölcsönösen elpusztítják egymást, ahogyan a fennálló világot is. Ezzel azonban lehetővé teszik egy szebb, jobb világ megszületését, amely mentes a szemben álló felek feszültségétől. Hogy a lehető legjobb teljesítményt nyújthassák a végső küzdelemben, az einherjarok napjaikat gyakorlatozással töltik. Éjjel azonban vadkansültet lakomáznak, mézsört isznak és a valkűrök szórakoztatják őket.

### A költészet istene
Odin volt az, aki megszerezte az emberek és istenek számára a Költészet Mézsörét. Az ital voltaképpen nem más, mint az Áz-Ván háború lezárásakor teremtett isten, Kvasir vére, amit gyilkosai, két törpe, Fjalar és Galar mézzel kevert össze és sörré erjesztett. Ez a mézsör később Suttung óriáshoz került, aki egy Hnitbjörg nevű helyen rejtett el. Mikor Odin elindult, hogy megszerezze, kilenc szolgával találkozott, akik sarlóikkal éppen kaszáltak. Odin felajánlotta, hogy megélezi a szerszámaikat, amit a szolgák elfogadtak. Odin fenőkövével megélesítette a sarlókat, a szolgák pedig szintén hozzá akartak jutni az eszközhöz és meg akarták vásárolni. Odin a levegőbe dobta a követ, mondván, hogy kapják el, mire a férfiak összeverekedtek és elvágták egymás torkát a sarlókkal. Odin ezután betért Baugi óriáshoz, Suttung fivéréhez, aki elpanaszolta, hogy kilenc szolgája lemészárolta egymást, így nincs, aki dolgozzon helyettük. Odin, aki Bajkeverő néven mutatkozott be, elvállalta a munkát, cserébe, ha Baugi elintézi, hogy Suttung adjon neki a mézsörből. Baugi beleegyezett, így következő tavasszal ellátogattak Suttung otthonába, aki azonban visszautasította a kérést. Odin ezért megkérte Baugit, hogy az általa adott fúróval, Ratival vájjon lyukat a köztük és a mézsör közt álló sziklafalba. Mikor az óriás így tett, Odin kígyóvá változott és beosont a résen. Itt találkozott a mézsört őrző Gunnlöddel, Suttung lányával, akivel megegyezett, hogy három napon át a kedvére tesz, három korty sörért cserébe. Három nap múlva Gunnlöd a mézserhez vezette, ahol Odin három korttyal ivott – ám három kortyra mindhárom tárolóedényt kiitta, így az összes mézsört megszerezte. Ezt követően sassá változott, és Ázgárd felé repült. Suttung azonban rájött mi történt, így maga is sassá vált, és a nyomába eredt. Ázgárd közelébe érve az istenek dézsákat hoztak elő, amibe Odin beleköphette (valószínűbb, hogy beleokádta) a mézsört, azonban egy keveset az őt már lassan beérő Suttungra ürített, hátsó feléből. Ehhez az adaghoz bárki hozzáférhet, ez a fűzfapoétáké. A dézsákban felfogott sört Odin osztja szét az istenek és az arra érdemes emberek között.

### A háború istene
Odin egyike a két skandináv háborúistennek, valószínű fiatalabb, mint ”kollégája”, Tyr (régi germán formában Tiwaz). E két isten adott nevet a skandináv nyelvekben a hét két napjának, Onsdag (szerda) és Tisdag (kedd). A harmadik istenről (Thor) elnevezett nap a Torsdag (csütörtök).
A római mitológiában Tyr Mars istennel volt azonosítható, míg Odin Mercurral, aki a lelkeket vezette a másik oldalra és az utazók és kereskedők istene volt. Azt, hogy Odin előbb csak a halál istene volt vagy mindkettő, a halál és a háború istene, ma is vitatják. Egy szemléleti mód az, hogy Odin (mint Pallasz Athéné) a háború stratégiai részéhez kapcsolódik, míg Tyr az erőszakos részéhez (mint Arész, illetve Mars).
Thorral ellentétben Odin fortélyt és varázslatot használ a gonosz elleni harcban. A nagy bölcsességért feláldozta egyik szemét (azért, hogy ihasson a bölcsesség forrásából) és felakasztotta magát az Yggdrasilra (azért hogy megkapja a Rúnaírás bölcsességét). Odin fő fegyvere a dárda, a Gungnir, míg Thoré a pöröly, a Mjölnir. Odinnak van két hollója, Hugin és Munin, akik minden nap körberepülik a világot, és tájékoztatják mindenről, ami történt. Odin ismert állatai még a nyolclábú ló, Szleipnir és a két farkas, Geri és Freki.
Szokatlanul a magas-rangú istenek között, Odint gyötörte a bűntudat, nem utolsósorban azért, mert ő kötött (test)vérszövetséget Lokival, aki aztán kimesterkedte, hogy megöljék a fiát, Baldert, aki a legjobb volt az istenek között. A helyzetet tovább bonyolítja az, hogy Lokinak köszönhetően kapta meg Odin úgy a dárdát (Gungnírt) és a karpántot (Draupnirt), mint a nyolclábú lovat (Szleipnirt).

### A varázslat istene
Annak ellenére, hogy a varázslat gyakorlása leginkább női tudomány az északi hitvilágban és ó-északi közösségekben, Odin férfiként is ért a bűbájokhoz. Ezt Loki, a gonosz és csínytevő isten fel is emlegeti a Loki csúfolódása című költeményben.

### Egyéb területek
Azt mondják, nem csak kommunikatív funkciójuk miatt hozta létre a rúnákat, az ókori északon mágikus erőt tulajdonítottak nekik.

## Woden és Wotan a modern kultúrában

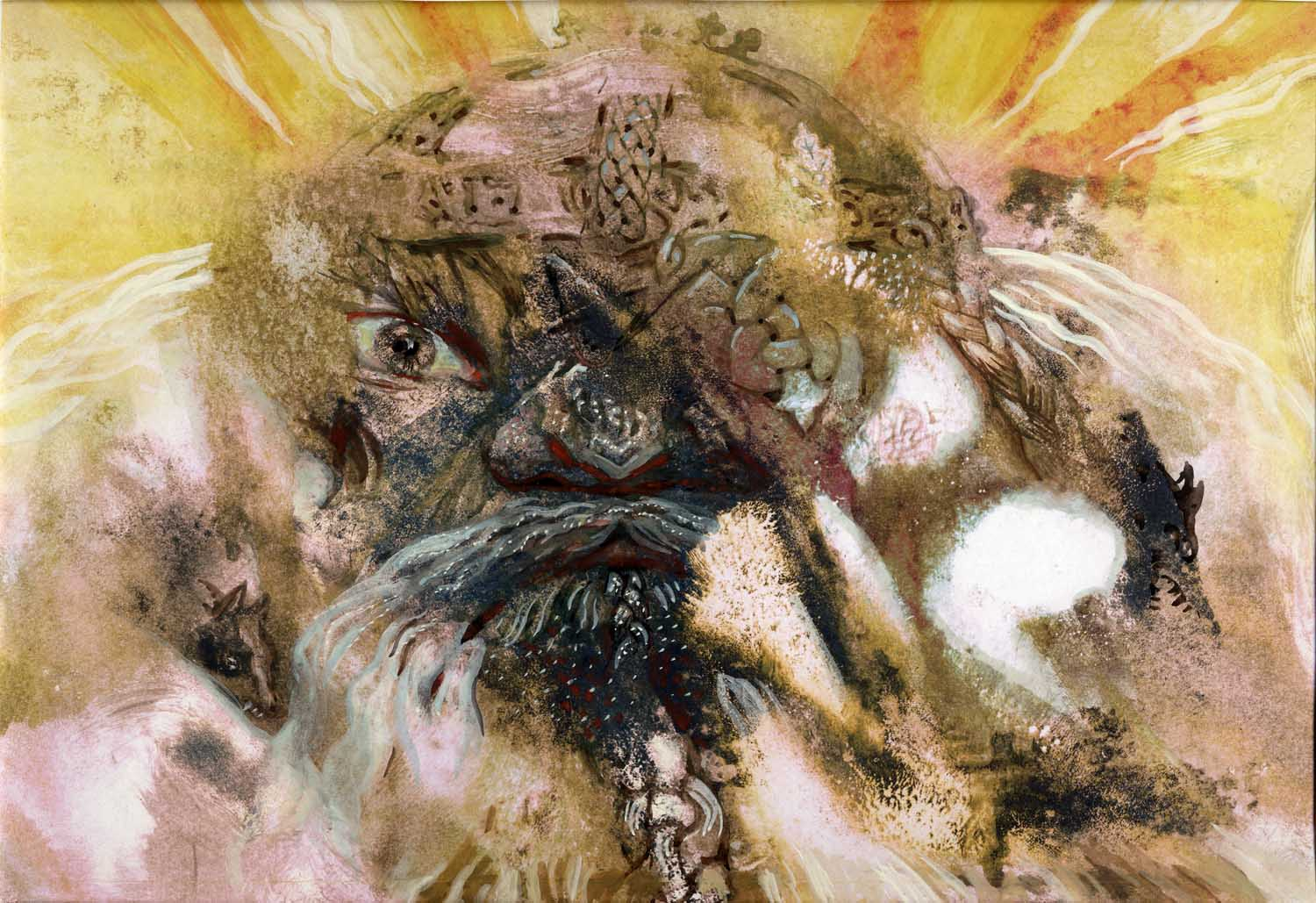
M. Presnyakov: Odin (2008)

Woden vagy Wotan volt a germán mitológiában a megfelelője Odinnak. Richard Wagner a Wotan nevet használja A Nibelung gyűrűje operaciklusában. A Woden nevet használták a második világháború alatt egy elektronikus irányító rendszer kódneveként a német bombázók. Az Odin nevet használja saját magára Douglas Adams, a The Long Dark Tea-Time of the Soul (A lélek hosszú, sötét teadélutánja) című regényében. Odin és a skandináv mitológia sok képzőművészt is megihletett.

## Fordítás
- Ez a szócikk részben vagy egészben  az   Oden című svéd Wikipédia-szócikk fordításán alapul.  Az eredeti cikk szerkesztőit annak laptörténete sorolja fel. Ez a jelzés csupán a megfogalmazás eredetét és a szerzői jogokat jelzi, nem szolgál a cikkben szereplő információk forrásmegjelöléseként.
- Ez a szócikk részben vagy egészben  az   Odin című angol Wikipédia-szócikk fordításán alapul.  Az eredeti cikk szerkesztőit annak laptörténete sorolja fel. Ez a jelzés csupán a megfogalmazás eredetét és a szerzői jogokat jelzi, nem szolgál a cikkben szereplő információk forrásmegjelöléseként.